# الخدمة الفيدرالية للوساطة والمصالحة (الولايات المتحدة)
الخدمة الفيدرالية للوساطة والمصالحة بالولايات المتحدة ( FMCS )، التي تأسست عام 1947، هي وكالة مستقلة تابعة لحكومة الولايات المتحدة الأمريكية ، وأكبر وكالة عامة في البلاد لحل النزاعات وإدارة النزاعات، حيث تقدم خدمات الوساطة وما يتصل بها من خدمات منع النزاعات وحلها في القطاع الخاص والقطاعين العام والفدرالي. تم تكليف الوكالة بالتوسط في النزاعات العمالية في جميع أنحاء البلاد. فهو يوفر برامج التدريب وتطوير العلاقات للإدارة والنقابات كجزء من دوره في تعزيز السلام والتعاون بين إدارة العمل. كما توفر الوكالة أيضًا خدمات الوساطة في حل المشكلات ومنع النزاعات وإدارة النزاعات خارج سياق العمل للوكالات الفيدرالية والبرامج التي تعمل بها. يقع المقر الرئيسي لـلوكالة في واشنطن العاصمة ، ولها مكاتب أخرى في جميع أنحاء البلاد في الولايات المتحدة الأمريكية.

## أنظر أيضاً
- العنوان 29 من قانون اللوائح الفيدرالية

## روابط خارجية
- الموقع الرسمي
- Federal Mediation and Conciliation Service in the Federal Register
- Records available on-line through the National Archives Catalog:

الصور الرقمية للمسؤولين والموظفين، ج. 1913 - ج. 2009
خطابات وعروض المخرج، 1960 - 2004
ملفات التاريخ، 1947 - 2007
المنشورات الرسمية، 1947 - 1990